# Stazione meteorologica di Urbino Osservatorio "Serpieri"
La stazione meteorologica di Urbino è la stazione meteorologica di riferimento relativa alla città di Urbino.

## Storia
La stazione meteorologica iniziò la sua attività il 1º maggio 1850, grazie al Padre scolopio Alessandro Serpieri che istituì un osservatorio con lo scopo di effettuare osservazioni meteorologiche e geofisiche. La sua originaria ubicazione era alla sommità della torre del Palazzo del Collegio Raffaello.
L'osservatorio fu poi trasferito a partire dal 1943 nell'attuale ubicazione alla sommità della torretta del Palazzo dell'Università; nonostante il cambio di ubicazione i dati rilevati non hanno subito disomogeneità nel corso del tempo, in quanto l'Osservatorio, in entrambe le sedi in cui è stato ubicato, è sempre rimasto all'interno delle mura di Urbino. Con poche centinaia di metri di distanza e qualche decina di altezza tra la torre del Palazzo del Collegio Raffaello e il Palazzo dell'Università.
Non ci sono stati impatti antropici nel tempo. All'interno delle mura di Urbino poco o nulla è cambiato sicuramente almeno dal 1800 se non prima. Nessuna opera di urbanizzazione invasiva è stata effettuata sul territorio che da anni è patrimonio mondiale dell'UNESCO.
Durante la 70ª sessione del Consiglio Esecutivo dell'Organizzazione meteorologica mondiale, svoltasi a Ginevra tra il 20 ed il 29 giugno 2018, l'Osservatorio ha ottenuto il riconoscimento dello status di Centennial observing station.

## Caratteristiche
Le osservazioni sinottiche, utilizzate storicamente nel passato, nella stazione di Urbino continuano oggi a essere effettuate anche dopo l'avvento della digitalizzazione per permettere il confronto con quanto registrato precedentemente. Attualmente il Serpieri dispone di un consistente patrimonio di dati, in parte già digitalizzati, in parte ancora da digitalizzare necessariamente da soggetti competenti in merito per la validazione degli stessi.
Ad oggi l'Osservatorio acquisisce dati dalle seguenti stazioni, con omogenea rilevazione digitale degli stessi, oltre al sinottico che viene mantenuto nella sede storica.
Urbino, Palazzo Bonaventura
Campus Scientifico
Fermignano
Foresta delle Cesane
Fano Lago Vicini (stazione di proprietà della Fondazione Cassa di Risparmio di Fano).
L'Osservatorio acquisisce dati nell'area climatica dell'Italia centrale, nelle Marche, in provincia di Pesaro e Urbino.
Afferisce all'Università degli Studi "Carlo Bo" di Urbino.
L'osservatorio meteorologico è intitolato al suo fondatore Alessandro Serpieri.

## Dati climatologici 1961-1990
In base alla media trentennale di riferimento 1961-1990, la temperatura media del mese più freddo, gennaio, si attesta a +3,8 °C, quella del mese più caldo, luglio, è di +22,0 °C.
Le precipitazioni medie annue, si attestano a 814 mm, e mediamente distribuite in 93 giorni, presentano un minimo relativo in estate e un moderato picco in autunno.
L'eliofania assoluta media annua fa registrare il valore di 5,8 ore medie giornaliere, con picco massimo di 10 ore medie giornaliere a luglio e minimo di 2,8 ore medie giornaliere a dicembre.
I venti presentano direzione prevalente di libeccio nei mesi di gennaio, marzo, aprile, maggio, giugno, luglio, settembre, novembre e dicembre e di bora nei mesi di febbraio, agosto e ottobre; la velocità media massima di 5,1 m/s si registra a dicembre, mentre la velocità media minima di 3,6 m/s si verifica ad agosto.
La città è stata colpita da un'eccezionale nevicata (oltre un metro e mezzo) nei primi giorni di febbraio del 2012.
| Urbino Osservatorio (1961-1990)    | Mesi   | Mesi   | Mesi   | Mesi   | Mesi   | Mesi   | Mesi   | Mesi   | Mesi   | Mesi   | Mesi   | Mesi   | Stagioni | Stagioni | Stagioni | Stagioni | Anno |
| Urbino Osservatorio (1961-1990)    | Gen    | Feb    | Mar    | Apr    | Mag    | Giu    | Lug    | Ago    | Set    | Ott    | Nov    | Dic    | Inv      | Pri      | Est      | Aut      | Anno |
| ---------------------------------- | ------ | ------ | ------ | ------ | ------ | ------ | ------ | ------ | ------ | ------ | ------ | ------ | -------- | -------- | -------- | -------- | ---- |
| T. max. media (°C)                 | 6,6    | 7,4    | 10,9   | 14,6   | 19,6   | 24,2   | 27,1   | 26,2   | 22,1   | 16,2   | 11,3   | 7,8    | 7,3      | 15,0     | 25,8     | 16,5     | 16,2 |
| T. min. media (°C)                 | 0,4    | 1,1    | 3,6    | 6,4    | 10,2   | 14,4   | 16,9   | 16,5   | 13,5   | 9,0    | 4,8    | 1,6    | 1,0      | 6,7      | 15,9     | 9,1      | 8,2  |
| Precipitazioni (mm)                | 54     | 59     | 69     | 67     | 70     | 58     | 46     | 69     | 69     | 88     | 99     | 66     | 179      | 206      | 173      | 256      | 814  |
| Giorni di pioggia                  | 8      | 8      | 9      | 9      | 9      | 7      | 4      | 6      | 6      | 9      | 9      | 9      | 25       | 27       | 17       | 24       | 93   |
| Eliofania assoluta (ore al giorno) | 3,2    | 3,7    | 4,4    | 5,9    | 7,2    | 8,4    | 10,0   | 9,0    | 7,2    | 4,6    | 2,9    | 2,8    | 3,2      | 5,8      | 9,1      | 4,9      | 5,8  |
| Vento (direzione-m/s)              | SW 4,9 | NE 4,5 | SW 4,8 | SW 4,5 | SW 4,2 | SW 4,0 | SW 4,0 | NE 3,6 | SW 3,7 | NE 3,9 | SW 4,7 | SW 5,1 | 4,8      | 4,5      | 3,9      | 4,1      | 4,3  |

## Temperature estreme mensili dal 1921 ad oggi
Nella tabella sottostante sono riportate le temperature massime e minime assolute mensili, stagionali ed annuali dal 1921 ad oggi, registrate dalla stazione meteorologica tradizionale collocata nella finestra meteorica dell'osservatorio, con il relativo anno in cui si queste si sono registrate.
La temperatura massima assoluta del periodo esaminato di +39,4 °C risale all'agosto 2017 e al giugno 2022, mentre la temperatura minima assoluta di -12,4 °C è del gennaio 1985.
| Urbino Osservatorio (1921-2023) | Mesi         | Mesi         | Mesi        | Mesi              | Mesi        | Mesi        | Mesi              | Mesi        | Mesi        | Mesi        | Mesi        | Mesi              | Stagioni | Stagioni | Stagioni | Stagioni | Anno  |
| Urbino Osservatorio (1921-2023) | Gen          | Feb          | Mar         | Apr               | Mag         | Giu         | Lug               | Ago         | Set         | Ott         | Nov         | Dic               | Inv      | Pri      | Est      | Aut      | Anno  |
| ------------------------------- | ------------ | ------------ | ----------- | ----------------- | ----------- | ----------- | ----------------- | ----------- | ----------- | ----------- | ----------- | ----------------- | -------- | -------- | -------- | -------- | ----- |
| T. max. assoluta (°C)           | 16,7 (2007)  | 17,6 (1998)  | 25,0 (2001) | 28,5 (2000)       | 35,7 (2009) | 39,4 (2022) | 38,2 (2007, 2023) | 39,4 (2017) | 33,9 (1946) | 28,9 (2023) | 22,9 (2002) | 18,0 (1923, 1989) | 18,0     | 35,7     | 39,4     | 33,9     | 39,4  |
| T. min. assoluta (°C)           | −12,4 (1985) | −10,0 (1929) | −9,2 (1971) | −3,2 (1929, 2003) | −1,4 (1957) | 5,0 (1981)  | 6,6 (1970)        | 7,8 (1969)  | 4,8 (1971)  | 0,0 (1941)  | −5,0 (1981) | −8,2 (1940)       | −12,4    | −9,2     | 5,0      | −5,0     | −12,4 |